# Ottmarsheim
Ottmarsheim település Franciaországban, Haut-Rhin megyében. Lakosainak száma 2025 fő (2022. január 1.). Ottmarsheim Bantzenheim, Battenheim, Baldersheim, Hombourg, Rixheim és Sausheim községekkel határos.

## Népesség
A település népességének változása:
| Lakosok száma | 1796 | 1760 | 1849 | 1885 | 1950 | 1973 | 1985 | 1995 | 2025 |
|               | 2013 | 2015 | 2016 | 2017 | 2018 | 2019 | 2020 | 2021 | 2022 |